# جوناثان إريك كابلان
جوناثان إريك كابلان (بالإنجليزية: Jonathan Eric Kaplan)‏ هو رجل أعمال أمريكي يعمل سفيرًا للولايات المتحدة في سنغافورة منذ عام 2021. وكان كابلان سابقًا رئيسًا لمنظمة EducationSuperHighway، وهي منظمة غير ربحية مقرها سان فرانسيسكو.

## التعليم
حصل كابلان على بكالوريوس العلوم في إدارة الأعمال والإدارة الصناعية من جامعة كارنيغي ميلون.